# Triglops dorothy
Triglops dorothy is een straalvinnige vissensoort uit de familie van donderpadden (Cottidae). De wetenschappelijke naam van de soort is voor het eerst geldig gepubliceerd in 2006 door Pietsch & Orr.